# Der Staatsanwalt hat das Wort: Meine Schwester
Meine Schwester ist ein deutscher Fernsehfilm von Horst Zaeske aus dem Jahr 1967. Das kriminologische Fernsehspiel erschien als 7. Folge der Filmreihe Der Staatsanwalt hat das Wort.

## Handlung
Relativ gering ist der materielle Schaden, den Rosi Kaschke mit dem Diebstahl im Betrieb verursacht hat. Umso schwerwiegender sind die Folgen, die der Diebstahl innerhalb der Brigade auslöst. Das gegenseitige Vertrauen ist erschüttert, jeder ist verdächtigt, das Kollektiv droht auseinanderzufallen. Und schwerwiegend ist auch die Entscheidung, die Rosis Schwester Heidrun abverlangt wird. Sie hat das Diebesgut entdeckt. Soll Heidrun in den Betrieb gehen und Rosis Vergehen offenbaren? Gesetzlich ist sie dazu nicht verpflichtet. Aber wie kann sie die Schwester vor dem weiteren Abgleiten bewahren, wenn der eigene Einfluss nicht stark genug ist? Wenn auch die Mutter, die Rosi stets durch Nachgiebigkeit in ihrem Leichtsinn bestärkt hat, die Tat zu verdecken sucht.

## Produktion
Meine Schwester entstand 1967 im Zuständigkeitsbereich des DDR-Fernsehfunks, Bereich Dramatische Kunst.
Szenenbild: Heinz-Helmut Bruder; Dramaturgie: Käthe Riemann; Kommentare: Peter Przybylski.
Der Film ist verschollen.